# Союз 39
Союз 39 е съветски пилотиран космически кораб, който извежда в Космоса осмата международна експедиция на орбиталната станция Салют-6.

## Екипажи

#### Основен
- Владимир Джанибеков (2) – командир
- Жугдердемидийн Гурагча (1) – космонавт-изследовател

#### Дублиращ
- Владимир Ляхов – командир
- Майдержавин Ганзориг – космоснавт-изследовател

## Параметри на мисията
- Маса: 6800 кг
- Перигей: 197,5 km
- Апогей: 282,8 km
- Наклон на орбитата: 51,6°
- Период: 89,01 мин

## Програма
Първи полет на гражданин от Монголия, втори азиатец в космоса (първи е Фам Туан) десета посетителска експедиция на борда на станцията „Салют-6“. По това време там се намира шестият (последен за станцията) дълговременен екипаж.
Това е осмият полет по програма „Интеркосмос“, по която военни пилоти от т. нар. Източен блок осъществяват космически полети с продължителност от около 8 денонощия до съветска космическа станция.
Освен политическата цел по време на полета са проведени 25 различни медико-биологични, физико-технически и технологични експерименти. Извършени са и изследвания на атмосферата и природните ресурси на Земята. Програмата за полета е изготвена съвместно от съветски и монголски учени и специалисти.
Съвместната работа на четиримата космонавти продължава около 7 денонощия.